# Giesenhausen
Giesenhausen település Németországban, Rajna-vidék-Pfalz tartományban. Lakosainak száma 317 fő (2023. december 31.).

## Népesség
A település népességének változása:
| Lakosok száma | 294  | 342  | 318  | 316  | 325  | 331  | 317  |
|               | 1975 | 2010 | 2017 | 2019 | 2021 | 2022 | 2023 |